# Severomakedonská fotbalová reprezentace
Fotbalová reprezentace Severní Makedonie reprezentuje Severní Makedonii na mezinárodních fotbalových akcích, jako je mistrovství světa nebo mistrovství Evropy, na MS se jí nikdy nepodařilo se probojovat, na ME 2020 se kvalifikovala z baráže. První kvalifikace, které se Severní Makedonie jako samostatný stát účastnila byla kvalifikace na Mistrovství Evropy ve fotbale 1996.

## Mistrovství světa
| Rok    | Účast                                           | Soupisky |
| ------ | ----------------------------------------------- | -------- |
| 1998   | Nepostoupili z kvalifikace                      | –        |
| 2002   | Nepostoupili z kvalifikace                      | –        |
| 2006   | Nepostoupili z kvalifikace                      | –        |
| 2010   | Nepostoupili z kvalifikace                      | –        |
| 2014   | Nepostoupili z kvalifikace                      | –        |
| 2018   | Nepostoupili z kvalifikace                      | –        |
| 2022   | Nepostoupili z kvalifikace                      | –        |
| Celkem | Účast – 0× Zlato – 0×, Stříbro – 0×, Bronz – 0× |          |

## Mistrovství Evropy
Seznam zápasů severomakedonské fotbalové reprezentace na Mistrovství Evropy
| Rok    | Účast                                           | Soupisky |
| ------ | ----------------------------------------------- | -------- |
| 1996   | Nepostoupili z kvalifikace                      | –        |
| 2000   | Nepostoupili z kvalifikace                      | –        |
| 2004   | Nepostoupili z kvalifikace                      | –        |
| 2008   | Nepostoupili z kvalifikace                      | –        |
| 2012   | Nepostoupili z kvalifikace                      | –        |
| 2016   | Nepostoupili z kvalifikace                      | –        |
| 2020   | Nepostoupili ze skupiny                         | Soupiska |
| 2024   | Nepostoupili z kvalifikace                      | –        |
| Celkem | Účast – 1× Zlato – 0×, Stříbro – 0×, Bronz – 0× |          |